# Ranunculus limoselloides
Ranunculus limoselloides är en ranunkelväxtart som beskrevs av Porphir Kiril Nicolai Stepanowitsch Turczaninow. Ranunculus limoselloides ingår i släktet ranunkler, och familjen ranunkelväxter. Utöver nominatformen finns också underarten R. l. mandonianus.